# Fannia alpina
Fannia alpina är en tvåvingeart som beskrevs av Adrian C. Pont 1970. Fannia alpina ingår i släktet Fannia och familjen takdansflugor. Inga underarter finns listade i Catalogue of Life.